# Sjarhej Wechzeu
Sjarhej Aljaksandrawitsch Wechzeu (belarussisch Сяргей Аляксандравіч Вехцеў, englisch Sergey Vekhtev; * 8. Mai 1971 in Smolensk, Russische SFSR, Sowjetunion) ist ein belarussischer Fußballtrainer und ehemaliger -spieler. Zwischen 1993 und 1996 spielte er in der belarussischen Nationalmannschaft.

## Erfolge
- Sieger des Belarussischen Fußballpokals 1997/98
- Meister der Wyschejschaja Liha 2001
- Sieger des Belarussischen Fußballpokals 2000/01